# Detroit Olympics
Die Detroit Olympics waren ein US-amerikanisches Eishockeyfranchise der Canadian Professional Hockey League und später der International Hockey League aus Detroit, Michigan. Die Spielstätte der Olympics war das Detroit Olympia.

## Geschichte
Das Team spielte von 1927 bis 1929 in der Canadian Professional Hockey League und von 1929 bis 1936 in der International Hockey League. Im Jahr 1928 belegte das Team den zweiten Rang in der Canadian Professional Hockey League, ein Jahr darauf schlossen sie die reguläre Saison auf dem ersten Rang ab, die Play-offs gewannen jedoch die Windsor Bulldogs. Danach schloss sich das Franchise der neugegründeten International Hockey League an. Die ersten Jahre in der IHL verliefen für das Team enttäuschend, die Olympics belegten größtenteils Mittelfeldplätze, die Saison 1932/33 beendete das Franchise als Letzter. Die darauffolgende Spielzeit gewann Detroit die reguläre Saison, scheiterte jedoch in den Play-offs. In der Saison 1934/35 konnte das Team aus Detroit sowohl die reguläre Saison als auch die Play-offs als Sieger abschließen und gewann erstmals den Calder Cup. In der darauffolgenden Saison gelang dem Team nochmals den Gewinn der Calder Cups, bevor die Olympics zum Saisonende nach Pittsburgh, Pennsylvania, umgesiedelt und in Pittsburgh Hornets umbenannt wurden.

## Team-Rekorde

### Karriererekorde
Spiele: 146  Frank Steele
Tore: 49  Fern Gillie
Assists: 31  Gene Carrigan
Punkte: 76  Fern Gillie
Strafminuten: 407  Harvey Rockburn

## Ehemalige Spieler
- Harvey Rockburn
- Normie Smith
- Jack Arbour
- Pete Bellefeuille
- Turk Broda
- Bobby Connors
- Bill Brydge
- Cliff Barton
- Frank Foyston
- Lorne Duguid
- Wilfie Starr